# Francesca Barracciu
Francesca Barracciu (ur. 11 czerwca 1966 w Sorgono) – włoska polityk, działaczka samorządowa, deputowana do Parlamentu Europejskiego VII kadencji.

## Życiorys
Ukończyła studia z zakresu filozofii i pedagogiki. W pierwszej połowie lat 90. pracowała jako nauczycielka łaciny w szkołach publicznych. Później wykonywała zawód konsultantki i organizatorki szkoleń. Od 1984 działała we Włoskiej Partii Komunistycznej, po przekształceniach była członkinią Demokratycznej Partii Lewicy i Demokratów Lewicy, z którymi w 2007 współtworzyła Partię Demokratyczną. W 1995 została radną Sorgono, w 2000 asesorem (członkinią władz wykonawczych), zaś w latach 2005–2010 pełniła urząd burmistrza tej miejscowości. W 2004 i w 2009 była wybierana na radną regionalną Sardynii.
W wyborach europejskich w 2009 bez powodzenia kandydowała do Parlamentu Europejskiego w okręgu obejmującym Sardynię i Sycylię. Wśród kandydatów Partii Demokratycznej zajęła pierwsze niemandatowe miejsce. Mandat eurodeputowanej objęła 18 grudnia 2012, zastępując Rosaria Crocettę. Przystąpiła do grupy Postępowego Sojuszu Socjalistów i Demokratów. W 2014 została podsekretarzem stanu w ministerstwie kultury w nowo powołanym rządzie, odchodząc w związku z tym z PE. Urząd ten sprawowała do 2015.